# Interface Message Processor

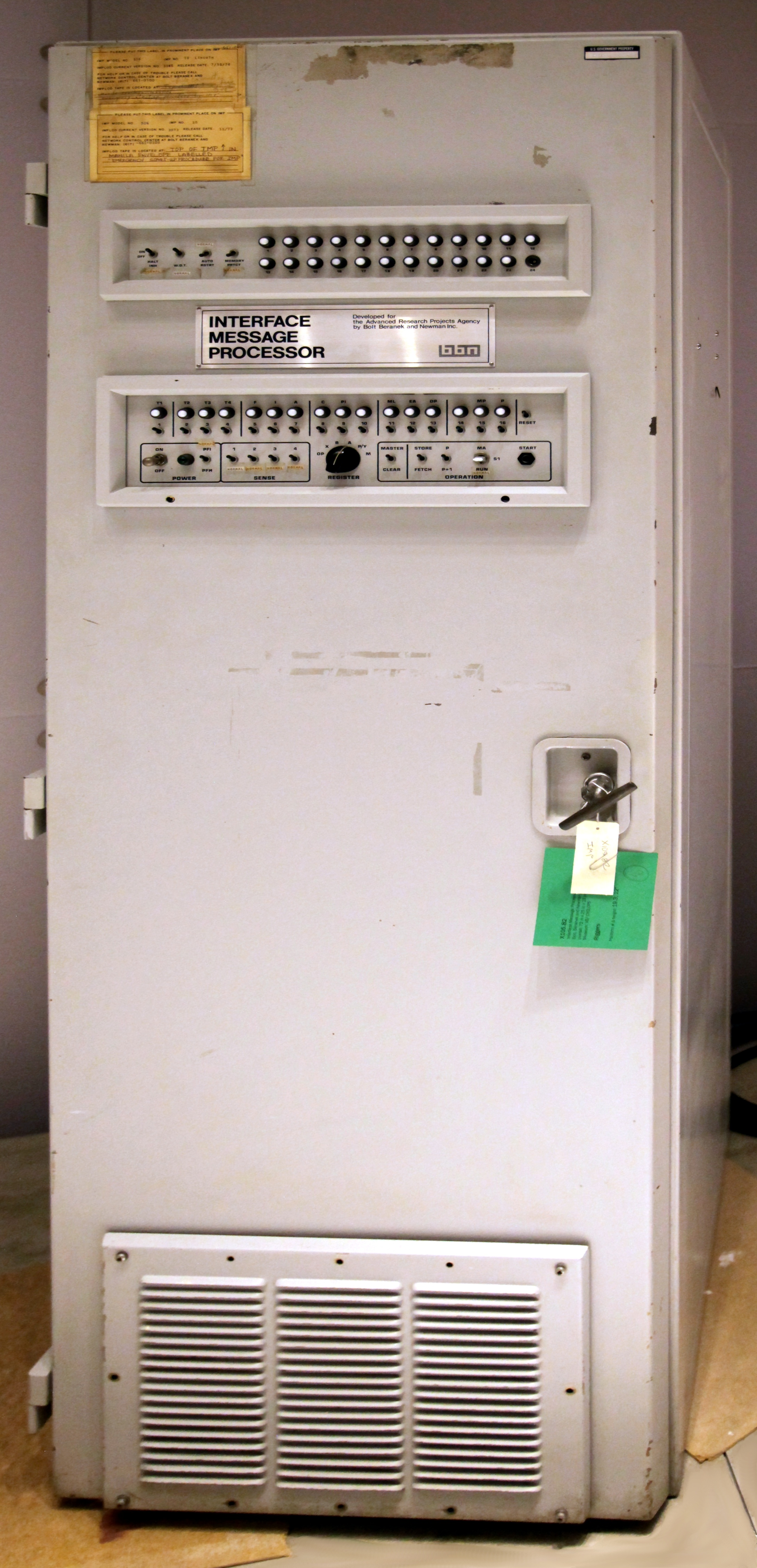

El processador de missatges d'interfície (IMP) va ser el node de commutació de paquets utilitzat per interconnectar xarxes de participants a ARPANET des de finals dels anys 60 fins al 1989. Va ser la primera generació de passarel·les, que avui es coneixen com a routers. Un IMP era un miniordinador Honeywell DDP-516 robust amb interfícies i programari especials. En anys posteriors, els IMP es van fer a partir del Honeywell 316 no resistent que podia gestionar dos terços del trànsit de comunicacions a aproximadament la meitat del cost. Un IMP requereix la connexió a un ordinador amfitrió mitjançant una interfície de sèrie de bits especial, definida a l'Informe BBN 1822. El programari IMP i el protocol de comunicacions de xarxa ARPA que s'executen als IMP es van discutir a RFC 1, el primer d'una sèrie de documents d'estandardització publicats pel que més tard esdevingué l'Internet Engineering Task Force (IETF).

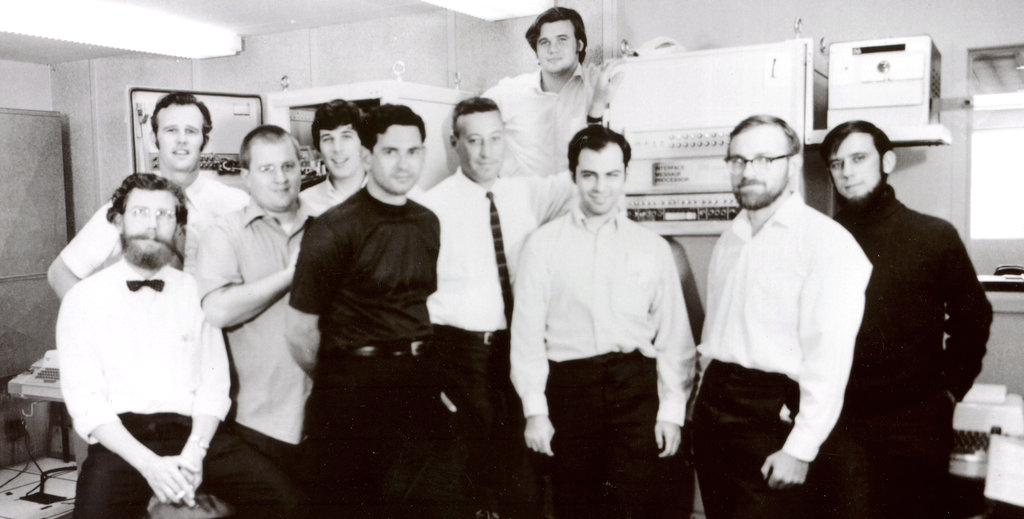
Equip IMP (d'esquerra a dreta): Truett Thatch, Bill Bartell (Honeywell), Dave Walden, Jim Geisman, Robert Kahn, Frank Heart, Ben Barker, Marty Thorpe, Will Crowther i Severo Ornstein No es mostra a la foto: Bernie Cosell

## Història
El concepte d'"ordinador d'interfície" va ser proposat per primera vegada l'any 1966 per Donald Davies per a la xarxa NPL d'Anglaterra. La mateixa idea es va desenvolupar de manera independent a principis de 1967 en una reunió d'investigadors principals de l'Agència de Projectes de Recerca Avançada (ARPA) del Departament de Defensa per discutir la interconnexió de màquines a tot el país. Larry Roberts, que va dirigir la implementació d'ARPANET, va proposar inicialment una xarxa d'ordinadors host. Wes Clark va suggerir inserir "un petit ordinador entre cada ordinador amfitrió i la xarxa de línies de transmissió", és a dir, fer de l'IMP un ordinador independent.
Els IMP van ser construïts per l'empresa Bolt Beranek and Newman (BBN) de Massachusetts el 1969. BBN va ser contractat per construir quatre IMP, el primer s'havia de presentar a UCLA el Dia del Treball; les tres restants s'havien de lliurar en intervals d'un mes després, completant tota la xarxa en un total de dotze mesos. Quan el senador de Massachusetts Edward Kennedy es va assabentar de l'èxit de BBN en la signatura d'aquest acord de milions de dòlars, va enviar un telegrama felicitant l'empresa per haver estat contractada per construir el "Processador de missatges interreligiosos".
L'equip que treballava a l'IMP es deia a si mateix els "Nois IMP":
- Cap d'equip: Frank Heart

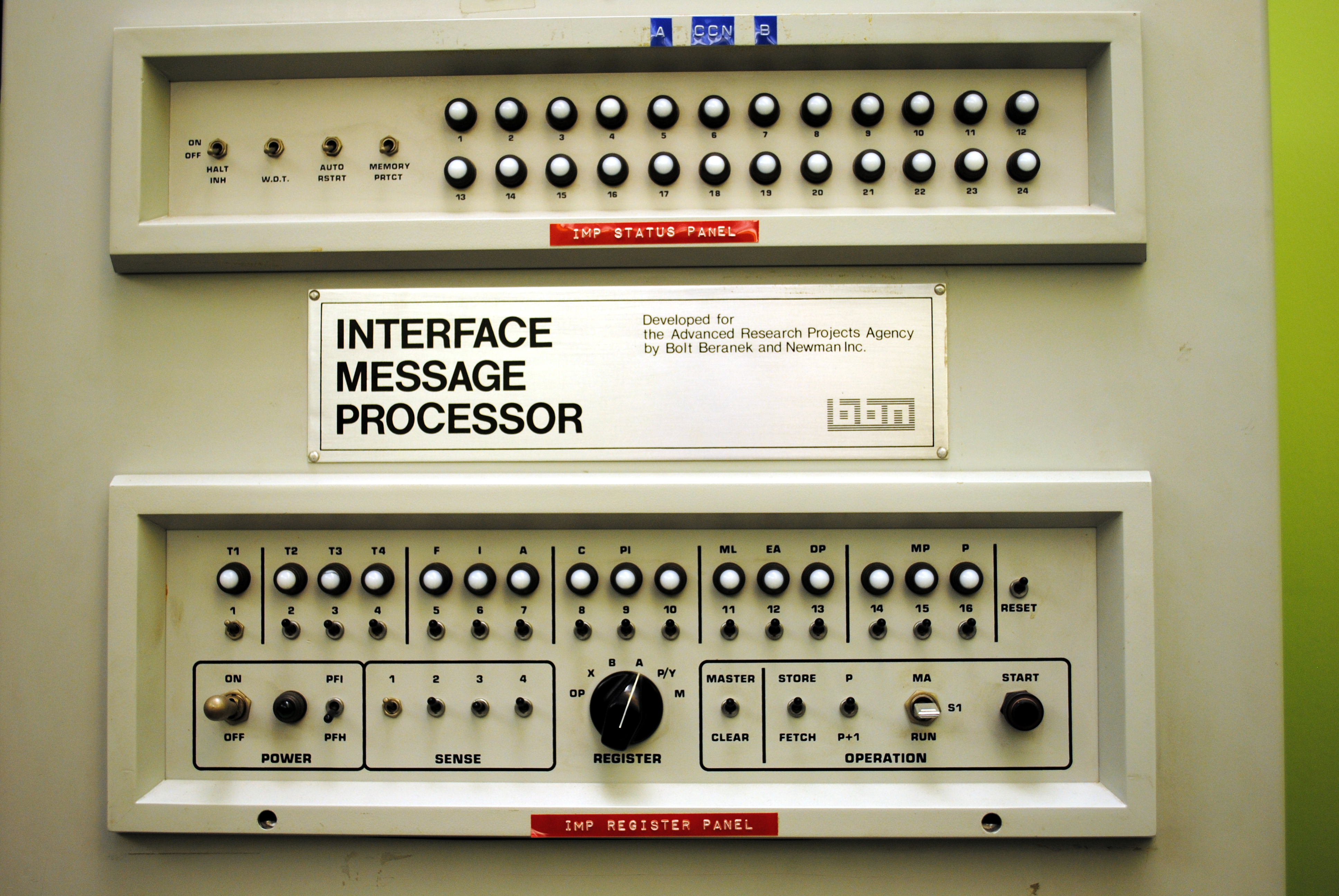
El panell frontal del primer IMP, fet a l'obertura del lloc i arxiu del patrimoni d'Internet de Kleinrock

- Programari: Willy Crowther, David Walden, Bernie Cosell i Paul Wexelblat
- Maquinari: Severo Ornstein, Ben Barker
- Teoria i col·laboració amb l'anterior sobre el disseny global del sistema: Bob Kahn
- Altres: Hawley Rising
- Afegit a l'equip IMP més tard: Marty Thrope (maquinari), Jim Geisman, Truett Thach (instal·lació), Bill Bertell (Honeywell)

BBN va començar el treball de programació el febrer de 1969 en Honeywell DDP-516 modificats. El codi completat tenia sis mil paraules i estava escrit en el llenguatge ensamblador Honeywell 516. El programari IMP es va produir principalment en un PDP-1, on el codi IMP es va escriure i editar, i després s'executa a Honeywell.
BBN va dissenyar l'IMP simplement com "un missatger" que només "emmagatzemaria i reenviaria". BBN va dissenyar només l'especificació d'amfitrió a IMP, deixant els llocs d'amfitrió per crear interfícies individuals d'amfitrió a amfitrió. L'IMP tenia un mecanisme de control d'errors que descartava els paquets amb errors sense acusar-ne la recepció; l'IMP d'origen, en no rebre un justificant de recepció, posteriorment tornaria a enviar un paquet duplicat. D'acord amb els requisits de la sol·licitud de proposta de l'ARPA, l'IMP va utilitzar una suma de comprovació de 24 bits per a la correcció d'errors. BBN va optar per fer que el maquinari IMP calculés la suma de verificació, perquè era una opció més ràpida que utilitzar un càlcul de programari. Inicialment, l'IMP es va concebre com a connectat a un ordinador amfitrió per lloc, però davant la insistència d'investigadors i estudiants dels llocs d'amfitrió, cada IMP es va dissenyar finalment per connectar-se a diversos ordinadors host.